# Aberystwyth-universiteit
De Aberystwyth-universiteit (Engels: Aberystwyth University; Welsh: Prifysgol Aberystwyth) is een universiteit gelegen in de Welshe stad Aberystwyth. Het was een stichtend lid van de voormalige federale Universiteit van Wales. In 2006 telde de universiteit meer dan 12.000 studenten verspreid over 17 departementen.
In 1872 werd de universiteit gesticht onder de naam University College Wales. In 1894 was ze een stichtend lid van de Universiteit van Wales, waarna haar naam gewijzigd werd in University College of Wales, Aberystwyth. Halfweg de jaren negentig werd de naam van de universiteit opnieuw gewijzigd, nu in University of Wales, Aberystwyth. Sedert 1 september 2007 hield de universiteit op een federale universiteit te zijn waardoor Aberystwyth opnieuw autonoom werd. Hoe dan ook kunnen studenten die sinds het academiejaar 2009-2010 ingeschreven zijn, of van wie het eerste jaar in 2008-2009 was, kiezen hun diploma te ontvangen van de Universiteit van Wales of de Aberystwyth-universiteit.

## Geschiedenis
De eerste rector was Thomas Charles Edwards en er waren in het begin slechts 26 studenten. Toen het college toetrad tot de Universiteit van Wales, werden de studenten verwezen naar de Universiteit van Londen voor hun examens.
Het wapenschild van de universiteit werd uitgereikt in de jaren 1880. Het schild toont twee rode draken en een open boek. De rode draak dient als algemeen symbool voor Wales, terwijl het open boek leren symboliseert. Boven op het schild staat nog een adelaar of feniks op een toren met vlammen, wat mogelijk de wedergeboorte van het college symboliseert na de brand van 1885.
Het departement internationale politiek werd opgericht in 1919 en volgens de universiteit is het het oudste zulke departement in de wereld.

## Ligging van de universiteitscampussen
De hoofdcampus van de universiteit is gelegen op Penglais Hill en kijkt uit op de stad Aberystwyth en de Baai van Cardigan. De Penglaiscampus herbergt 12 van de 17 universiteitsdepartementen, alsook de meeste studentenresidenties. Net onder deze campus bevindt zich de Nationale Bibliotheek van Wales, een van de vijf bibliotheken met depotplicht. In het oorspronkelijke universiteitsgebouw nabij de zee, Old College, zit het grootste deel van de universiteitsadministratie en de departementen Welsh en onderwijs. De Llanbadarncampus bevindt zich ongeveer een mijl ten oosten van de Penglaiscampus en beschikt over het Instituut voor Rurale Wetenschappen en het Departement informatiestudies. Daarnaast ligt er ook de plaatselijke afdeling van het Coleg Ceredigion, een instelling voor voortgezet onderwijs die geen deel uitmaakt van de universiteit. De School of Art is ten slotte gelegen tussen de Penglaiscampus en het centrum van Aberystwyth. Oorspronkelijk was dit het Edward Davies Chemisch Laboratorium waar het voormalige departement chemie in huisvestte.